# Рудники Квардзахеті
Рудники Квардзахеті — давні стибієві копальні в районі Гірської Рачі (Західна Грузія), що збереглися з середини II тис. до Р. Х. Стибій був представлений тут мінералом антимонітом. Потужність жил становила до 1 м (у місцях роздуття 1,5 — 2 м і більше), кут залягання — від 150 до 450, міцність руди — від 30 до 70 МПа, а вмісних порід, що складалися з окременілих сланців, — від 60 до 110 МПа.
Розробку проводили здебільшого камерним способом. Спершу рудокопи заглиблювались в гірський масив невеликими похилими виробками довжиною до 20 м, які проводили по заляганню жили. Потім перпендикулярно розкривній проводили нарізну горизонтальну виробку шириною близько 1,5 м, яку розширювали в камеру. Для підтримання покрівлі залишали цілики руди. Стійкість камер забезпечували також завдяки раціональному співвідношенню їх довжини й широти, яке в середньому становило 1,5 — 1,7. Покрівлі камер надавали форму пологого склепіння.
Руйнування порід здійснювали за допомогою вогневого методу. Початкову обробку руди здійснювали у камерах на місці видобутку, де за допомогою діабазових ступ і валунів подрібнювали руду і відділяли пусту породу, якою заповнювали порожнини виробленого простору. Ці й подібні технології набули широкого поширення в гірничих регіонах Кавказу.